# نجمی اواریجی
نجمی اواریجی (ترکی استانبولی: Necmi Onarıcı؛ ۲ نوامبر ۱۹۲۵ – ۲۱ اوت ۱۹۶۸) بازیکن فوتبال اهل ترکیه بود.
از باشگاه‌هایی که در آن بازی کرده‌است می‌توان به باشگاه فوتبال قاسم‌پاشا اسپور و باشگاه فوتبال فنرباغچه اشاره کرد.
وی همچنین در تیم ملی فوتبال ترکیه بازی کرده‌است.